# Fornicia andamanensis
Fornicia andamanensis är en stekelart som beskrevs av Sharma 1984. Fornicia andamanensis ingår i släktet Fornicia och familjen bracksteklar. Inga underarter finns listade i Catalogue of Life.